# Campeonato Italiano de Futebol - Série A (2011–12)
O Campeonato Italiano de Futebol (conhecida como Serie A TIM, por motivos de patrocínio) de 2011–12 foi a 109.ª edição da principal divisão do futebol italiano (80.ª como Serie A). Foi disputada com o mesmo regulamento dos anos anteriores, quando foi implementado o sistema de pontos corridos. No final, a Juventus foi campeã invicta, e assim sendo o primeiro clube italiano a ser campeão de forma invicta desde que a competição passou a ser disputada com 20 times.
Desde que a Itália caiu da terceira para a quarta colocação nos Coeficientes da UEFA, no final da temporada de 2010–11, a liga italiana perdeu uma vaga para a fase de grupos da Liga dos Campeões da UEFA de 2012–13.

## Regulamento
A Serie A será disputada por 20 clubes em dois turnos. Em cada turno, todos os times jogaram entre si uma única vez. Os jogos do segundo turno serão realizados na mesma ordem do primeiro, apenas com o mando de campo invertido. Não há campeões por turnos, sendo declarado campeão da Itália o time que obtiver o maior número de pontos após as 38 rodadas.

### Critérios de desempate
Caso haja empate de pontos entre dois clubes, os critérios de desempates serão aplicados na seguinte ordem:
1. Confronto direto
2. Saldo de Gols
3. Gols Feitos

## Promovidos e Rebaixados
| Pos. | Rebaixados da Serie A |
| ---- | --------------------- |
| 18º  | Sampdoria             |
| 19º  | Brescia               |
| 20º  | Bari                  |

| Pos. | Promovidos da Serie B |
| ---- | --------------------- |
| 1º   | Atalanta              |
| 2º   | Siena                 |
| 3º   | Novara (Play-offs)    |

## Participantes

### Estádios
| Clube          | Cidade   | Estádio                 | Capacidade | Temporada de 2010-11              |
| -------------- | -------- | ----------------------- | ---------- | --------------------------------- |
| Atalanta       | Bergamo  | Atleti Azzurri d'Italia | 24,642     | Campeão da Serie B                |
| Bologna        | Bolonha  | Renato Dall'Ara         | 39,444     | 16º lugar na Serie A              |
| Cagliari       | Cagliari | Sant'Elia               | 23,486     | 14º lugar na Serie A              |
| Catania        | Catania  | Angelo Massimino        | 23,420     | 13º lugar na Serie A              |
| Cesena         | Cesena   | Dino Manuzzi            | 23,860     | 15º lugar na Serie A              |
| Chievo         | Verona   | MarcAntonio Bentegodi   | 39,211     | 11º lugar na Serie A              |
| Fiorentina     | Florença | Artemio Franchi         | 47,282     | 9º lugar na Serie A               |
| Genoa          | Genoa    | Luigi Ferraris          | 36,685     | 10º lugar na Serie A              |
| Internazionale | Milão    | Giuseppe Meazza         | 80,074     | Vice-Campeão da Serie A           |
| Juventus       | Turim    | Juventus Stadium        | 41,254     | 7º lugar na Serie A               |
| Lazio          | Roma     | Olimpico                | 72,698     | 5º lugar na Serie A               |
| Lecce          | Lecce    | Via del Mare            | 33,876     | 17º lugar na Serie A              |
| Milan          | Milão    | San Siro                | 80,074     | Campeão da Serie A                |
| Napoli         | Nápoles  | San Paolo               | 60,240     | 3º lugar na Serie A               |
| Novara         | Novara   | Silvio Piola            | 17,875     | Vencedor dos Play-offs da Serie B |
| Palermo        | Palermo  | Renzo Barbera           | 37,242     | 8º lugar na Serie A               |
| Parma          | Parma    | Ennio Tardini           | 27,906     | 12º lugar na Serie A              |
| Roma           | Roma     | Olimpico                | 72,698     | 6º lugar na Serie A               |
| Siena          | Siena    | Artemio Franchi         | 15,373     | Vice-Campeão da Serie B           |
| Udinese        | Udine    | Friuli                  | 41,652     | 4º lugar da Serie A               |

### Fornecedores e Patrocinadores
| Time           | Fornecedor | Patrocinador(es)                 |
| -------------- | ---------- | -------------------------------- |
| Atalanta       | Erreà      | AXA, Konica Minolta              |
| Bologna        | Macron     | NGM, Serenissima Ceramica        |
| Cagliari       | Kappa      | Sardenha                         |
| Catania        | Givova     | Energia Siciliana                |
| Cesena         | Adidas     | Technogym                        |
| Chievo         | Givova     | Paluani, Midac Batteries         |
| Fiorentina     | Lotto      | Mazda, Save the Children         |
| Genoa          | Asics      | iZiPlay                          |
| Internazionale | Nike       | Pirelli                          |
| Juventus       | Nike       | BetClic                          |
| Lazio          | Puma       |                                  |
| Lecce          | Asics      | BancApulia                       |
| Milan          | Adidas     | Fly Emirates                     |
| Napoli         | Macron     | Lete, MSC                        |
| Novara         | Joma       | Banca Popolare Di Novara, Intesa |
| Palermo        | Legea      | Eurobet                          |
| Parma          | Erreà      | Navigare, Banca Monte Parma      |
| Roma           | Kappa      | WIND                             |
| Siena          | Kappa      | Monte dei Paschi di Siena        |
| Udinese        | Legea      | Dacia                            |

## Classificação final
| Pos. | Equipes        | Pts | J  | V  | E  | D  | GP | GC | SG  | %    | Classificação ou rebaixamento                          |
| ---- | -------------- | --- | -- | -- | -- | -- | -- | -- | --- | ---- | ------------------------------------------------------ |
| 1    | Juventus       | 84  | 38 | 23 | 15 | 0  | 68 | 20 | 48  | 73,7 | Fase de Grupos da Liga dos Campeões da UEFA de 2012–13 |
| 2    | Milan          | 80  | 38 | 24 | 8  | 6  | 74 | 33 | 41  | 70,2 | Fase de Grupos da Liga dos Campeões da UEFA de 2012–13 |
| 3    | Udinese        | 64  | 38 | 18 | 10 | 10 | 52 | 35 | 17  | 56,1 | Play-offs da Liga dos Campeões da UEFA de 2012–13      |
| 4    | Lazio          | 62  | 38 | 18 | 8  | 12 | 56 | 47 | 9   | 54,4 | Play-offs da Liga Europa da UEFA de 2012–13²           |
| 5    | Napoli         | 61  | 38 | 16 | 13 | 9  | 66 | 46 | 20  | 53,5 | Fase de Grupos da Liga Europa da UEFA de 2012–13²      |
| 6    | Internazionale | 58  | 38 | 17 | 7  | 14 | 58 | 55 | 3   | 50,9 | Terceira Fase da Liga Europa da UEFA de 2012–13²       |
| 7    | Roma           | 56  | 38 | 16 | 8  | 14 | 60 | 54 | 6   | 49,1 |                                                        |
| 8    | Parma          | 56  | 38 | 15 | 11 | 12 | 54 | 53 | 1   | 49,1 |                                                        |
| 9    | Bologna        | 51  | 38 | 13 | 12 | 13 | 41 | 43 | −2  | 44,7 |                                                        |
| 10   | Chievo         | 49  | 38 | 12 | 13 | 13 | 35 | 45 | −10 | 43,0 |                                                        |
| 11   | Catania        | 48  | 38 | 11 | 15 | 12 | 47 | 52 | −5  | 40,4 |                                                        |
| 12   | Atalanta       | 46  | 38 | 13 | 13 | 12 | 41 | 43 | −2  | 45,6 |                                                        |
| 13   | Fiorentina     | 46  | 38 | 11 | 13 | 14 | 37 | 43 | −6  | 40,4 |                                                        |
| 14   | Siena          | 44  | 38 | 11 | 11 | 16 | 45 | 45 | 0   | 38,6 |                                                        |
| 15   | Cagliari       | 43  | 38 | 10 | 13 | 15 | 37 | 46 | −9  | 37,7 |                                                        |
| 16   | Palermo        | 43  | 38 | 11 | 10 | 17 | 52 | 62 | −8  | 37,7 |                                                        |
| 17   | Genoa          | 42  | 38 | 11 | 9  | 18 | 50 | 69 | −19 | 36,8 |                                                        |
| 18   | Lecce          | 36  | 38 | 8  | 12 | 18 | 40 | 56 | −16 | 32,5 | Zona de rebaixamento à Série B                         |
| 19   | Novara         | 32  | 38 | 7  | 11 | 20 | 35 | 65 | −30 | 28,1 | Zona de rebaixamento à Série B                         |
| 20   | Cesena         | 22  | 38 | 4  | 10 | 24 | 24 | 60 | −36 | 19,3 | Zona de rebaixamento à Série B                         |

Atualizado em 5 de maio de 2012. Fonte: Site Oficial (em inglês)
Critérios de desempate:
Durante o campeonato: 1) pontos; 2) saldo de gols; 3) número de gols pró.
No final do campeonato: 1) pontos; 2) confronto direto; 3) saldo de gols; 4) número de gols pró.
1. ↑ A Corte de Justiça da Federação Italiana de Futebol penalizou a Atalanta com a perda de 6 pontos pelo envolvimento numa rede fraudulenta de apostas.
2. ↑ Já que os finalistas da Copa Itália de 2011-12, Juventus e Napoli, estão classificados para competições europeias, abre-se uma nova vaga para a Liga Europa da UEFA de 2012-13. As vagas específicas serão confirmadas após a final da Copa Itália e o fim do campeonato italiano.
| Campeão Italiano de 2011–12 |
| --------------------------- |
| JUVENTUS (28º título)       |

## Confrontos
|                | ATA | BOL | CAG | CAT | CES | CHI | FIO | GEN | INT | JUV | LAZ | LEC | MIL | NAP | NOV | PAL | PAR | ROM | SIE | UDI |
| -------------- | --- | --- | --- | --- | --- | --- | --- | --- | --- | --- | --- | --- | --- | --- | --- | --- | --- | --- | --- | --- |
| Atalanta       | —   | 2–0 | 1–0 | 1–1 | 4–1 | 1–0 | 2–0 | 1–0 | 1–1 | 0–2 | 0-2 | 0–0 | 0–2 | 1–1 | 2–1 | 1–0 | 1–1 | 4–1 | 1–2 | 0–0 |
| Bologna        | 3–1 | —   | 1–0 | 2–0 | 0–1 | 2–2 | 2–0 | 3–2 | 1–3 | 1–1 | 0–2 | 0–2 | 2–2 | 2-0 | 1-0 | 1–3 | 0–0 | 0–2 | 1–0 | 1–3 |
| Cagliari       | 2–0 | 1–1 | —   | 3–0 | 3–0 | 0–0 | 0–0 | 3–0 | 2–2 | 0-2 | 0–3 | 0–2 | 0–2 | 0–0 | 2–1 | 2–1 | 0–0 | 4–2 | 0–0 | 0–0 |
| Catania        | 2–0 | 0–1 | 0–1 | —   | 1–0 | 1–2 | 1–0 | 4–0 | 2–1 | 1–1 | 1–0 | 1–2 | 1–1 | 2–1 | 3–1 | 2–0 | 1–1 | 1–1 | 0–0 | 0-2 |
| Cesena         | 0–1 | 0–0 | 1–1 | 0–0 | —   | 0–0 | 0–0 | 2–0 | 0–1 | 0–1 | 1–2 | 0–1 | 1–3 | 1–3 | 3–1 | 2–2 | 2–2 | 2-3 | 0–2 | 0–1 |
| Chievo         | 0–0 | 0–1 | 2–0 | 3–2 | 1–0 | —   | 1–0 | 2–1 | 0–2 | 0–0 | 0–3 | 1-0 | 0–1 | 1–0 | 2–2 | 1–0 | 1–2 | 0–0 | 1–1 | 0–0 |
| Fiorentina     | 2–2 | 2–0 | 0-0 | 2–2 | 2–0 | 1–3 | —   | 1–0 | 0–0 | 0–5 | 1–2 | 0–1 | 0–0 | 0–3 | 2–2 | 0–0 | 3–0 | 3–0 | 2–1 | 3–2 |
| Genoa          | 2–2 | 2–1 | 2–1 | 3–0 | 1–1 | 0–1 | 2–2 | —   | 0–1 | 0–0 | 3–2 | 0–0 | 0–2 | 3–2 | 1–0 | 2-0 | 2–2 | 2–1 | 1–4 | 3–2 |
| Internazionale | 0–0 | 0–3 | 2–1 | 2–2 | 2–1 | 1–0 | 2–0 | 5–4 | —   | 1–2 | 2–1 | 4–1 | 4-2 | 0–3 | 0–1 | 4–4 | 5–0 | 0–0 | 2–1 | 0–1 |
| Juventus       | 3–1 | 1–1 | 1–1 | 2–1 | 2–0 | 1–1 | 2–1 | 2–2 | 2–0 | —   | 2–1 | 1–1 | 2–0 | 3–0 | 2–0 | 3–0 | 4–1 | 4–0 | 0–0 | 2–1 |
| Lazio          | 2–0 | 1–3 | 1–0 | 1–1 | 3–2 | 0–0 | 1–0 | 1–2 | 3-1 | 0–1 | —   | 1–1 | 2–0 | 3–1 | 3–0 | 0–0 | 1–0 | 2–1 | 1–1 | 2–2 |
| Lecce          | 1–2 | 0–0 | 0–2 | 0–0 | 0–0 | 2–2 | 0–1 | 2–2 | 1–0 | 0–1 | 2–3 | —   | 3–4 | 0–2 | 1–1 | 1–1 | 1–2 | 4–2 | 4–1 | 0–2 |
| Milan          | 2–0 | 1–1 | 3–0 | 4–0 | 1–0 | 4–0 | 1–2 | 1–0 | 0–1 | 1–1 | 2–2 | 2–0 | —   | 0–0 | 2-1 | 3–0 | 4–1 | 2–1 | 2–0 | 1–1 |
| Napoli         | 1–3 | 1–1 | 6–3 | 2–2 | 0–0 | 2–0 | 0–0 | 6–1 | 1–0 | 3–3 | 0–0 | 4–2 | 3–1 | —   | 2–0 | 2–0 | 1–2 | 1–3 | 2-1 | 2–0 |
| Novara         | 0–0 | 0–2 | 0–0 | 3–3 | 3-0 | 1–2 | 0–3 | 1–1 | 3–1 | 0–4 | 2–1 | 0–0 | 0–3 | 1–1 | —   | 2–2 | 2–1 | 0–2 | 1–1 | 1–0 |
| Palermo        | 2–1 | 3–1 | 3–2 | 1–1 | 0–1 | 4-4 | 2–0 | 5–3 | 4–3 | 0–2 | 5–1 | 2–0 | 0–4 | 1–3 | 2–0 | —   | 1–2 | 0–1 | 2–0 | 1–1 |
| Parma          | 1–2 | 1-0 | 3–0 | 3–3 | 2–0 | 2–1 | 2–2 | 3–1 | 3–1 | 0–0 | 3–1 | 3–3 | 0–2 | 1–2 | 2–0 | 0–0 | —   | 0–1 | 3–1 | 2–0 |
| Roma           | 3–1 | 1–1 | 1–2 | 2–2 | 5–1 | 2–0 | 1–2 | 1–0 | 4–0 | 1–1 | 1–2 | 2–1 | 2–3 | 2–2 | 5–2 | 1–0 | 1–0 | —   | 1–1 | 3–1 |
| Siena          | 2–2 | 1–1 | 3–0 | 0–1 | 2–0 | 4–1 | 0–0 | 0–2 | 0–1 | 0–1 | 4–0 | 3–0 | 1–4 | 1–1 | 0–2 | 4–1 | 0-2 | 1–0 | —   | 1–0 |
| Udinese        | 0–0 | 2–0 | 0–0 | 2–1 | 4–1 | 2–1 | 2–0 | 2-0 | 1–3 | 0–0 | 2–0 | 2–1 | 1–2 | 2–2 | 3–0 | 1–0 | 3–1 | 2–0 | 2–1 | —   |

## Artilharia
| Ranking | Jogador              | Time           | Gols |
| ------- | -------------------- | -------------- | ---- |
| 1       | Zlatan Ibrahimović   | Milan          | 28   |
| 2       | Edinson Cavani       | Napoli         | 23   |
| 3       | Diego Milito         | Internazionale | 23   |
| 4       | Antonio Di Natale    | Udinese        | 22   |
| 5       | Rodrigo Palacio      | Genoa          | 19   |
| 6       | Germán Denis         | Atalanta       | 16   |
| 7       | Fabrizio Miccoli     | Palermo        | 16   |
| 8       | Sebastian Giovinco   | Parma          | 15   |
| 9       | Stevan Jovetić       | Fiorentina     | 14   |
| 10      | Miroslav Klose       | Lazio          | 12   |
| 11      | Emanuele Calaiò      | Siena          | 11   |
| 12      | Mattia Destro        | Siena          | 11   |
| 13      | David Di Michele     | Lecce          | 11   |
| 14      | Pablo Daniel Osvaldo | Roma           | 11   |
| 15      | Marco Rigoni         | Novara         | 11   |

Atualizado em 19 de maio de 2012. Fonte: /futebol/europeu/2012/ligas/goleadores_italia.htm 